# 黃以弁
黃以弁，四川郫县人，清朝政治人物。候补知州出身。
乾隆八年六月，擔任清朝廣東省潮州府豐順縣知縣。于十二月初九日调署东莞县。后由葛曙接任。